# Dema-Gottheit
Eine Dema-Gottheit ist ein göttliches Urzeitwesen, das in Lebewesen oder Gegenständen wohnt und aus dessen Körperteilen neue, lebenswichtige Dinge entstehen, wenn es getötet wird. Zumeist handelt es sich um Nutzpflanzen, die auf diese Weise ihr Wissen an den Menschen weitergeben.
Ursprung der Vorstellung ist offenbar die Tatsache, dass Knollenfrüchte zerschnitten und eingegraben werden müssen, um aus ihnen neue Früchte zu ziehen.
Der Begriff wurde von Adolf Ellegard Jensen (1899–1965) – dem neben Leo Frobenius (1873–1938) bedeutendsten Vertreter der frühen Kulturmorphologie – eingeführt. Er hat das Wort Dema der Sprache und Kultur der Marind-anim in Süd-Neuguinea entnommen. 
In der frühen Völkerkunde wurde die Dema-Gottheit den frühen Pflanzern des Neolithikums als religiöses Grundkonzept zugeordnet. Diese weite Auslegung (die nur in der deutschen Ethnologie vorkommt) ist wegen der sehr schmalen ethnoreligiösen Basis heute umstritten (siehe auch: Sackgassen der ethnologischen Religionsforschung).

## Geistiger Ursprung
Geistiger Ursprung der Dema-Vorstellung war vermutlich die ungelöste Frage, warum Menschen andere Menschen und Tiere töten und diese auch noch zum Ruhme der Götter aufessen. Dieses Handeln sei nach Jensen nicht der Vorstellungswelt der Jäger und Sammler entsprungen, sondern der ersten Bauern des Neolithikums, welche gewusst hätten, dass sie die Früchte des Feldes töten mussten, um sie essen zu können und diesen Tötungsakt von der Existenz einer ursprünglichen Dema-Welt abgeleitet hätten, deren Tötung in Gestalt der Dema-Gottheiten erst menschliches Leben ermöglicht habe und sich nun ständig in den bäuerlichen Ritualen wiederhole, so wie auch der Mensch nun Geburt und Tod ausgesetzt sei. Rituelles Töten wiederhole somit den mythischen Vorgang, sei also keineswegs als Opfer für einen Gott zu deuten. Menschenopfer in späteren Kulturen seien daher auch als Degeneration anzusehen, mit denen die Ordnung der Welt wiederhergestellt werden müsse. Gleichzeitig erkläre sich daraus auch die enge Verbindung der Dema-Gottheiten mit dem Totenreich, denn sie seien auch die ersten Toten gewesen und hätten sich dabei in Nutzpflanzen und den Mond verwandelt, die beide ja sterben und wiedererstehen (vgl. Totengericht). 
Entsprechende mythologische Vorstellungen finden sich nicht nur in den altindonesischen Religionen und bei den frühen Pflanzern Ozeaniens, sondern auch in Nord-, Mittel- und Südamerika, etwa bei den frühen Maisbauern, was zu Spekulationen über deren Herkunft geführt hat.

## Definition nach Jensen
In „Mythos und Kult bei Naturvölkern“ definiert Jensen die Dema-Gottheit und ihre Eigenschaften in etwa wie folgt: Das Eigentümliche an diesen menschen-, tier- oder pflanzengestaltigen Dema-Gottheiten sei, dass sie von Menschen getötet, zerstückelt und begraben werden. Aus den Leichenteilen entstehen die Nahrungspflanzen, vor allem die Knollenpflanzen und Palmen. Obwohl diese vor allem auch als Kulturheros auftretenden Gottheiten – ähnliche Vorstellungen von Kulturheroen gibt es ja auch im pazifischen Raum und in Afrika – nicht bei allen einfachen Pflanzervölkern auftreten, ist die Vorstellung, dass aus Töten Leben entsteht, vor allem in einfachen Pflanzerkulturen zu finden. Die bekannteste Variante einer Dema-Gottheit ist der Hainuwele-Mythos der Wemale von der Insel Ceram, wie ihn Jensen überliefert. Die Dema-Gottheit nach Jensen unterscheidet sich von den uns geläufigen Gottesvorstellungen vor allem dadurch, dass sie Wissen nicht als Kulturheros vermittelt, sondern es direkt durch den Tod ihrer sich in Nutzpflanzen verwandelnden Körper weitergibt, was dann im Opferkult immer wieder nachvollzogen wird.

## Dema-Gottheit und Mensch
Die zeitliche Wirksamkeit der Dema-Gottheiten liegt in der Vergangenheit am Ende der „Urzeit“, wo sie die beherrschenden Wesen unter den als Dema bezeichneten Urvölkern waren, mit denen der heutige Mensch durch eine lange Kette von Ahnen verbunden bleibt und die als menschen-, tier und pflanzengestaltig beschrieben werden. Diese Phase ist abgeschlossen. Der Bruch zwischen ihrer und der menschlichen Welt kommt durch den Diebstahl göttlichen Eigentums wie Feuer, Korn usw. durch Kulturheroen zustande (z. B. Prometheus), und habe die Abtrennung der Menschenwelt als Strafe zur Folge gehabt, wobei die Menschen aus den Demas hervorgegangen, aber nun sterblich geworden seien. Es gibt aber auch die Vorstellung, dies sei durch menschliche Klugheit geschehen (negative und positive Variante).

## Hauptcharakteristika
- Die Dema-Gottheit ruft durch ihr schöpferisches Wirken das Seiende mit seiner Ordnung und die Menschen erst hervor, die durch eine lange Kette von Ahnen an sie gebunden sind.
- Auch Tiere und Geister sind aus ihr hervorgegangen.
- Ihr mystisches Wirken wird durch ihre Tötung beendet.
- Sie wirkt jedoch auf verschiedene Weise fort in den Nutzpflanzen und im Totenreich, in das sie sich auf ihrer Totenreise verwandelt.
- Ihr Wirken schließt alle Aspekte der Wirklichkeit ein, die bösen wie die guten.

## Kritik
In der Literatur findet sich zum Konzept der Dema-Gottheit allerdings auch Kritik:
- Es ist problematisch, diese nur in kleinen Gruppen Melanesiens und Amerikas existierende, dazu recht heterogenen Vorstellungen nun insgesamt als Phänomen für alle vor- und frühgeschichtlichen Kulturen aller Klima- und Umweltzonen einzuführen, denn die an sich vor allem für Gartenbau-Kulturen typischen Dema-Gottheiten sind funktionell auch im alten Himmelsgott enthalten. Möglicherweise sind sie sogar lokal als neolithische Sonderform daraus hervorgegangen. Die Vorstellung vom sterbenden Vegetationsgott, wie man ihn etwa im Adonis-Mythos Palästinas und Griechenlands findet, passt hier aber viel eher in die neolithisch-bäuerlichen Zusammenhänge.
- Einzuwenden ist ferner, dass in der weitaus größten Zahl der neolithischen Kulturen dieser klassische Fruchtbarkeitskult vorherrscht und die Konzentrierung auf das einzige Symptom Opfer als Ursprung des Dema-Kults sehr einseitig scheint, zumal sich der neolithische Fruchtbarkeitskult viel zwangloser aus alten animistischen Vorstellungen ableiten und zudem Raum für die im Neolithikum angeblich weit verbreitete Vorstellung der Muttergöttin lässt.
- Auch die Beschränkung auf Frühformen des Neolithikums scheint schon wegen ihrer schlechten archäologischen Nachweisbarkeit bedenklich.
- Jensens Dema-Konzept steht damit eher in der Reihe kulturanthropologischer Interpretationen, wie sie etwa auch von Sigmund Freud in Totem und Tabu (1912/13) oder Émile Durkheim in Die elementaren Formen des religiösen Lebens (1912) bekannt sind. Vor allem aber gilt sein Lehrer Leo Frobenius mit seinem Konzept der Paideuma oder Kulturseele als sein wichtigster Ideengeber.